# محمدآباد خره
محمدآباد، از توابع بخش مرکزی شهرستان بوئین‌زهرا در استان قزوین ایران است.
کاروانسرای محمدآباد و پل محمدآباد مربوط به دورهٔ صفویه، یکی از آثار ملی ایران است که در این محل واقع شده، و محل مطالعاتی باستان‌شناسی دانشگاه تهران می‌باشد.

## جمعیت
این روستا در دهستان زهرای بالا قرار دارد و براساس سرشماری مرکز آمار ایران در سال ۱۳۸۵، جمعیت آن ۸۹۶ نفر (۲۱۷خانوار) بوده‌است.